# Michele Cappella
Michele Cappella (Grammichele, 23 ottobre 1953) è un politico italiano.

## Biografia
Fin dagli anni '80 è consigliere comunale del Partito Comunista Italiano a Grammichele. Nel 1990 viene eletto consigliere provinciale a Catania col PCI.
Dopo la svolta della Bolognina aderisce al Partito Democratico della Sinistra, nel 1994 viene candidato alla Camera dei Deputati con i Progressisti nel collegio di Caltagirone, venendo sconfitto dall'avversario del centrodestra. Nello stesso anno viene rieletto in Consiglio provinciale a Catania col PDS.
Nel 1996 viene eletto deputato con L'Ulivo nel collegio uninominale di Caltagirone. Nel corso della sua attività parlamentare, è stato componente della Commissione Ambiente, Territorio e Lavori pubblici. Nel 1998 allo scioglimento del PDS, aderisce ai Democratici di Sinistra.
Ricandidato dall'Ulivo alla Camera nel 2001 nel collegio di Caltagirone, viene battuto dal candidato della Casa delle Libertà e non viene rieletto.